# جون أندرسون (سياسي كندي)
جون أندرسون هو سياسي كندي، ولد في 27 يناير 1855، وتوفي في 8 نوفمبر 1930.